# Ghiacciaio Trepidation
Il ghiacciaio Trepidation è un ghiacciaio lungo circa 4 km situato nella regione centro-occidentale della Dipendenza di Ross, nell'Antartide orientale. Il ghiacciaio, il cui punto più alto si trova a circa 500 m s.l.m., si trova sulla costa di Hillary e ha origine dal versante sud-occidentale della dorsale Royal Society, da cui fluisce verso sud-ovest, fino a unire il proprio flusso a quello del ghiacciaio Skelton, tra la scogliera Moraine, a nord, e la scogliera Red Dike, a sud.

## Storia
Il ghiacciaio Trepidation è stato mappato e così battezzato dai membri del reparto neozelandese della Spedizione Fuchs-Hillary, condotta dal 1956 al 1958. Il nome deriva dal fatto che nel 1957 un velivolo provò a effettuare un atterraggio su uno strato di ghiaccio eccessivamente fessurato situato ai piedi del ghiacciaio, causando attimi di trepidazione ("trepidation" in inglese).